# Discografia di Norah Jones
La discografia di Norah Jones consiste di 4 album in studio, 10 singoli, due raccolte e 3 DVD. L'album di debutto, Come Away with Me, fu prodotto nel 2002; ha venduto oltre 30 milioni di copie in tutto il mondo. Il secondo album della Jones, Feels like Home, pubblicato nel 2004, è molto simile al primo: sonorità calde e suadenti unite ad un tocco Country, assente nel primo. Nel 2007 esce Not Too Late, terzo album in studio, mentre il 17 novembre 2009 esce The Fall, quarto album in studio.

## Album in Studio
| Anno | Album                                                                | Miglior posizione in classifica | Miglior posizione in classifica | Miglior posizione in classifica | Miglior posizione in classifica | Miglior posizione in classifica | Miglior posizione in classifica | Miglior posizione in classifica | Miglior posizione in classifica | Vendite                            |
| Anno | Album                                                                | ITA                             | USA                             | GBR                             | CAN                             | GER                             | FRA                             | POL                             | AUS                             | Vendite                            |
| ---- | -------------------------------------------------------------------- | ------------------------------- | ------------------------------- | ------------------------------- | ------------------------------- | ------------------------------- | ------------------------------- | ------------------------------- | ------------------------------- | ---------------------------------- |
| 2002 | Come Away with Me - Primo album - Pubblicato: 26 febbraio 2002       | 1                               | 1                               | 1                               | 1                               | 1                               | 1                               | 3                               | 1                               | Vendite mondiali: oltre 27.000.000 |
| 2004 | Feels like Home - Secondo album - Pubblicato: 10 febbraio 2004       | 1                               | 1                               | 1                               | 1                               | 1                               | 1                               | 1                               | 2                               | Vendite mondiali: oltre 13.000.000 |
| 2007 | Not Too Late - Terzo album - Pubblicato: 24 gennaio 2007             | 2                               | 1                               | 1                               | 1                               | 1                               | 1                               | 1                               | 2                               | Vendite mondiali: oltre 7.000.000  |
| 2009 | The Fall - Quarto album - Pubblicato: 20 novembre 2009               | 17                              | 3                               | 17                              | 3                               | 3                               | 5                               | 13                              | 17                              | Vendite mondiali: oltre 3.500.000  |
| 2010 | ...Featuring - Raccolta - Pubblicato: 12 novembre 2010               | 28                              | 11                              | 35                              | 4                               | 10                              | 7                               | 29                              | 40                              | Vendite mondiali: oltre 1.200.000  |
| 2012 | ...Little Broken Hearts - Quinto album - Pubblicato: 25 aprile 2012  | 3                               | 2                               | 4                               | 2                               | 3                               | 2                               | 5                               | 5                               | Vendite mondiali: oltre 1.500.000  |
| 2016 | Day Breaks - Sesto album - Pubblicato: 7 ottobre 2016                | 7                               | 2                               | 9                               | 7                               | 3                               | 4                               | 9                               | 4                               | Vendite mondiali: oltre 600.000    |
| 2019 | Begin Again - Settimo album - Pubblicato: 12 aprile 2019             | —                               | 164                             | —                               | —                               | 35                              | 42                              | 47                              | 14                              | Vendite mondiali:                  |
| 2020 | Pick Me Up Off the Floor - Ottavo album - Pubblicato: 12 giugno 2020 | —                               | —                               | —                               | —                               | —                               | —                               | —                               | —                               | Vendite mondiali:                  |

## Singoli
| Anno | Singolo                                        | Posizione in Classifica | Posizione in Classifica | Posizione in Classifica | Posizione in Classifica | Posizione in Classifica | Posizione in Classifica | Posizione in Classifica | Posizione in Classifica | Posizione in Classifica | Posizione in Classifica | Posizione in Classifica | Posizione in Classifica | Posizione in Classifica | Album                              |
| Anno | Singolo                                        | U.S.                    | U.S. AC                 | U.S. Adult Top 40       | SWI                     | CAN                     | UK                      | NZ                      | GER                     | FRE                     | NED                     | AUS                     | ITA                     | JPN                     | Album                              |
| ---- | ---------------------------------------------- | ----------------------- | ----------------------- | ----------------------- | ----------------------- | ----------------------- | ----------------------- | ----------------------- | ----------------------- | ----------------------- | ----------------------- | ----------------------- | ----------------------- | ----------------------- | ---------------------------------- |
| 2002 | "Don't Know Why"                               | 30                      | 4                       | 8                       | —                       | —                       | 59                      | 24                      | 82                      | 74                      | 86                      | 5                       | —                       | —                       | Come Away with Me                  |
| 2002 | "Feelin' the Same Way"                         | —                       | —                       | —                       | —                       | —                       | 72                      | —                       | —                       | 97                      | —                       | —                       | —                       | —                       | Come Away with Me                  |
| 2003 | "Come Away with Me"                            | —                       | —                       | 21                      | —                       | 2                       | 80                      | —                       | —                       | —                       | 87                      | —                       | —                       | —                       | Come Away with Me                  |
| 2003 | "Don't Know Why" / "I'll Be Your Baby Tonight" | —                       | —                       | —                       | —                       | —                       | 67                      | —                       | —                       | —                       | —                       | —                       | —                       | —                       | Come Away with Me                  |
| 2003 | "Turn Me On"                                   | —                       | —                       | —                       | —                       | 10                      | —                       | —                       | —                       | 92                      | —                       | —                       | —                       | —                       | Come Away with Me                  |
| 2003 | "Nightingale"                                  | —                       | —                       | —                       | —                       | —                       | —                       | —                       | —                       | —                       | —                       | —                       | —                       | —                       | Come Away with Me                  |
| 2004 | "Sunrise"                                      | —                       | 26                      | 18                      | 84                      | 4                       | 30                      | 29                      | 53                      | —                       | 58                      | —                       | 13                      | —                       | Feels like Home                    |
| 2004 | "What Am I to You?"                            | —                       | —                       | —                       | —                       | —                       | —                       | —                       | —                       | —                       | 66                      | —                       | —                       | —                       | Feels like Home                    |
| 2004 | "Those Sweet Words"                            | —                       | —                       | —                       | —                       | —                       | —                       | —                       | —                       | —                       | —                       | —                       | —                       | —                       | Feels like Home                    |
| 2005 | "Here We Go Again" (with Ray Charles)          | —                       | —                       | —                       | —                       | —                       | —                       | —                       | —                       | 51                      | —                       | —                       | —                       | —                       | Genius Loves Company (Ray Charles) |
| 2006 | "Thinking About You"                           | 82                      | —                       | —                       | 35                      | —                       | 89                      | —                       | 65                      | —                       | 11                      | 61                      | 5                       | —                       | Not Too Late                       |
| 2007 | "Not Too Late"                                 | —                       | —                       | —                       | —                       | —                       | —                       | —                       | —                       | —                       | —                       | —                       | —                       | —                       | Not Too Late                       |
| 2007 | "Sinkin' Soon"                                 | —                       | —                       | —                       | —                       | —                       | —                       | —                       | —                       | —                       | —                       | —                       | —                       | —                       | Not Too Late                       |
| 2007 | "Until the End"                                | —                       | —                       | —                       | —                       | —                       | —                       | —                       | —                       | —                       | —                       | —                       | —                       | —                       | Not Too Late                       |
| 2007 | "Be My Somebody"                               | —                       | —                       | —                       | —                       | —                       | —                       | —                       | —                       | —                       | —                       | —                       | —                       | —                       | Not Too Late                       |
| 2007 | "The Story"                                    | —                       | —                       | —                       | —                       | —                       | —                       | —                       | —                       | —                       | —                       | —                       | —                       | —                       | My Blueberry Nights (Soundtrack)   |
| 2009 | "Chasing Pirates"                              | —                       | 18                      | —                       | 23                      | —                       | 87                      | —                       | 87                      | —                       | —                       | —                       | 20                      | 4                       | The Fall                           |
| 2016 | Carry On                                       | —                       | —                       | —                       | —                       | —                       | —                       | —                       | —                       | —                       | —                       | —                       | —                       | —                       | Day Breaks                         |
| 2016 | "Flipside"                                     |                         |                         |                         |                         |                         |                         |                         |                         |                         |                         |                         |                         |                         |                                    |
| 2018 | "My heart is full"                             |                         |                         |                         |                         |                         |                         |                         |                         |                         |                         |                         |                         |                         | Begin again                        |
| 2018 | "It was you"                                   |                         |                         |                         |                         |                         |                         |                         |                         |                         |                         |                         |                         |                         |                                    |
| 2018 | "A song whit no name"                          |                         |                         |                         |                         |                         |                         |                         |                         |                         |                         |                         |                         |                         |                                    |
| 2018 | "Wintertime"                                   |                         |                         |                         |                         |                         |                         |                         |                         |                         |                         |                         |                         |                         |                                    |
| 2019 | "Just a little bit"                            |                         |                         |                         |                         |                         |                         |                         |                         |                         |                         |                         |                         |                         |                                    |

## EP
- 2001 - First Sessions

## Raccolte
- 2010 - ...Featuring

## Album dal vivo
- 2021- …’Til We Meet Again

## Collaborazioni
- 1999 - Laszlo (con i Laszlo)
- 2000 - Wax Poetic (con i Wax Poetic)
- 2001 - Chamberlain Bleu
- 2003 - Marian McPartland's Piano Jazz with Norah Jones (con Marian McPartland)
- 2003 - New York City (con The Peter Malick Group)
- 2006 - The Little Willies (con The Little Willies)
- 2008 - El Madmo
- 2011 - Rome (con Danger Mouse, Daniele Luppi e Jack White)
- 2012 - For the Good Times (con The Little Willies)
- 2013 - Foreverly (con Billie Joe Armstrong)
- 2014 - No Fools, No Fun (con Puss n Boots)